# Носок (посёлок)
Носок — посёлок в Таймырском Долгано-Ненецком районе Красноярского края России. Административно входит в состав сельского поселения Караул.
Располагается на берегу протоки Ушакова в устье реки Енисей.
До 31 декабря 2006 года посёлок входил в состав Усть-Енисейского района Таймырского автономного округа с центром в селе Караул.
Первые купцы начали появляться здесь ещё в XVII веке, но точная дата возникновения селения неизвестна.

## Население
| 2010 | 2011  |
| ---- | ----- |
| 1692 | ↗1798 |

## Инфраструктура
На данный момент в Носке 120 домов разной высотности. Большинство одноэтажные.
Присутствует отделение почтовой связи ,  сельский Дом культуры, библиотека.
Работают 11 сельскохозяйственных организаций различных форм собственности.
В посёлке находится государственное окружное унитарное оленеводческо-промысловое предприятие «Заря Таймыра».
Развито Животноводство, Оленеводство и Рыболовство